# Psy 9th
Psy 9th (estilizado como PSY 9th, en hangul, 싸다9; romanización revisada, Ssada-gu) es el octavo álbum de estudio grabado por el cantante surcoreano PSY, publicado el 29 de abril de 2022 por P Nation, y distribuido por Dreamus Company. El álbum es el primer lanzamiento de PSY en cinco años después desde 4X2=8 (2017)  y su primer álbum tras la creación de su propia agencia, P Nation, en enero de 2019. Consta de doce temas, e incluye el sencillo principal  «That That» con Suga de BTS; el álbum cuenta con otras apariciones de artistas como Sung Si-kyung, Heize, Jessi, Hwasa, Crush, y Tablo.

## Antecedentes y lanzamiento
En un principio, estaba programado el lanzamiento del álbum en julio de 2019. El 15 de julio, Psy preestrenó en exclusiva los vídeos musicales de las canciones "Everyday", "Celeb", y "Happier". El 30 de diciembre de 2021, la agencia de PSY, P Nation anunció que el álbum se publicaría finalmente el año siguiente, tras múltiples retrasos debidos a sus razones personales y a la gestión de su agencia.
El 29 de abril de 2022, PSY hizo una fiesta de escucha de prensa en un hotel de Seúl. Respecto a sus razones para lanzar un álbum de estudio físico, dijo que sentía que el CD es un formato pasado de moda, ya que a pesar de que el CD es un producto popular para los idols del K-pop, nadie cuenta con un reproductor de CD y sentía que lanzar un CD era un movimiento muy agotador en la era digital y pensó que lanzar un sencillo digital podría ser más longevo, pero sentía que como artista que está en una posición de "cintura" que conecta a jóvenes y viejos en el K-pop, quería equilibrar lo viejo y lo nuevo en el K-pop y tener un álbum retro en la era digital.

## Producción y letras
PSY reveló que las canciones del álbum tienen diferentes fechas de creación, donde las primeras canciones se hicieron en 2018 esperando entonces para su lanzamiento, y las últimas son de 2022. "That That" fue producida para PSY en el otoño de 2021 por Suga,  Sin embargo, reveló que no pretende que el álbum se interprete como un álbum comercializado hacia el mercado mundial, ya que "Gangnam Style" en 2012 que fue un mega éxito no él como artista, en comparación al éxito de BTS y Blackpink que ganaron popularidad como personalidades y, por lo tanto, tiene una calidad más longeva a su popularidad. PSY dijo en su momento que intentaba dejar de lado el estilo de sus anteriores canciones de género EDM, pero que quería una canción que siguiera teniendo un ritmo no tan lento, así que le gustó el género musical latino de "That That".
"Ganji" fue solicitado a Jessi mientras estaba interpretando su sencillo más reciente "Zoom" y PSY intentó nuevos estilos fluidos en la canción y reflejaron las frustraciones de la traducción de las letras de Jessi en inglés al coreano. Psy pidió a Sung Si-kyung colaborar en la canción "You move me", y dijo que, a pesar dec olaborar frecuentemente con Sung, era más incómodo pedirle que participara en la canción. La canción trata de la vida y Psy sintió que la canción estaba terminada con las dicciones especiales de Sung respecto a la letras en coreano de la canción.. "Sleepless" se grabó en un único día y Psy espera que sea una canción que alive las almas de las personas que están cansadas de una dura noche de trabajo. "Happier" se terminó en 2019, antes de que Crush fuera parte de la agencia de PSY, P Nation. "Celeb" estaba programado para su lanzamiento en 2019, pero se retrasó debido al intento de PSY de juntar una canción emocional como "Celeb" con una canción típica de una fiesta como "Champion" para estabilizar el álbum, estrategia que intentó mantener a lo largo de sus álbumes anteriores. PSY escribió "Forever" al amanecer, cuando temía perderse la plenitud de sus presentaciones y que el sentimiento no llegara.

## Videoclips
El video musical de "Celeb" fue filmado en tres días, con Bae Suzy practicando intensamente las coreografías durante cuatro días consecutivos.

## Lista de canciones
| Canciones de Psy 9th |                                                     |             |          |  |
| N.º                  | Título                                              | Arreglos    | Duración |  |
| 1.                   | «9Intro»                                            | Yoo         | 2:46     |  |
| 2.                   | «That That» (junto con y producido por Suga de BTS) | Suga        | 2:54     |  |
| 3.                   | «Celeb»                                             | Yoo         | 3:19     |  |
| 4.                   | «You Move Me» (감동이야; featuring Sung Si-kyung)   | Yoo         | 3:40     |  |
| 5.                   | «Sleepless» (밤이 깊었네; con Heize)                | Seo Won-jin | 3:05     |  |
| 6.                   | «Ganji» (featuring Jessi)                           | Yoo         | 2:51     |  |
| 7.                   | «Now» (이제는; con Hwasa)                           | Yoo         | 3:27     |  |
| 8.                   | «Happier» (con Crush)                               | Yoo         | 4:11     |  |
| 9.                   | «Hello Monday» (나의 월요일)                        | Yoo         | 2:51     |  |
| 10.                  | «Everyday»                                          | Seo         | 4:36     |  |
| 11.                  | «ForEver» (featuring Tablo)                         | Seo         | 3:28     |  |
| 12.                  | «Dear Me» (내일의 나에게)                           | Seo         | 4:06     |  |

Notas
- "9Intro", y "Ganji" son estilizadas en mayúsculas.
- "ForEver" es estilizado como "forEVER".

## Listas
| Listas (2022)                               | Mejor posición |
| ------------------------------------------- | -------------- |
| Japón Japanese Hot Albums (Billboard Japan) | 85             |
| Corea del Sur South Korean Albums (Gaon)    | 36             |